# Bundesgymnasium Wien 8

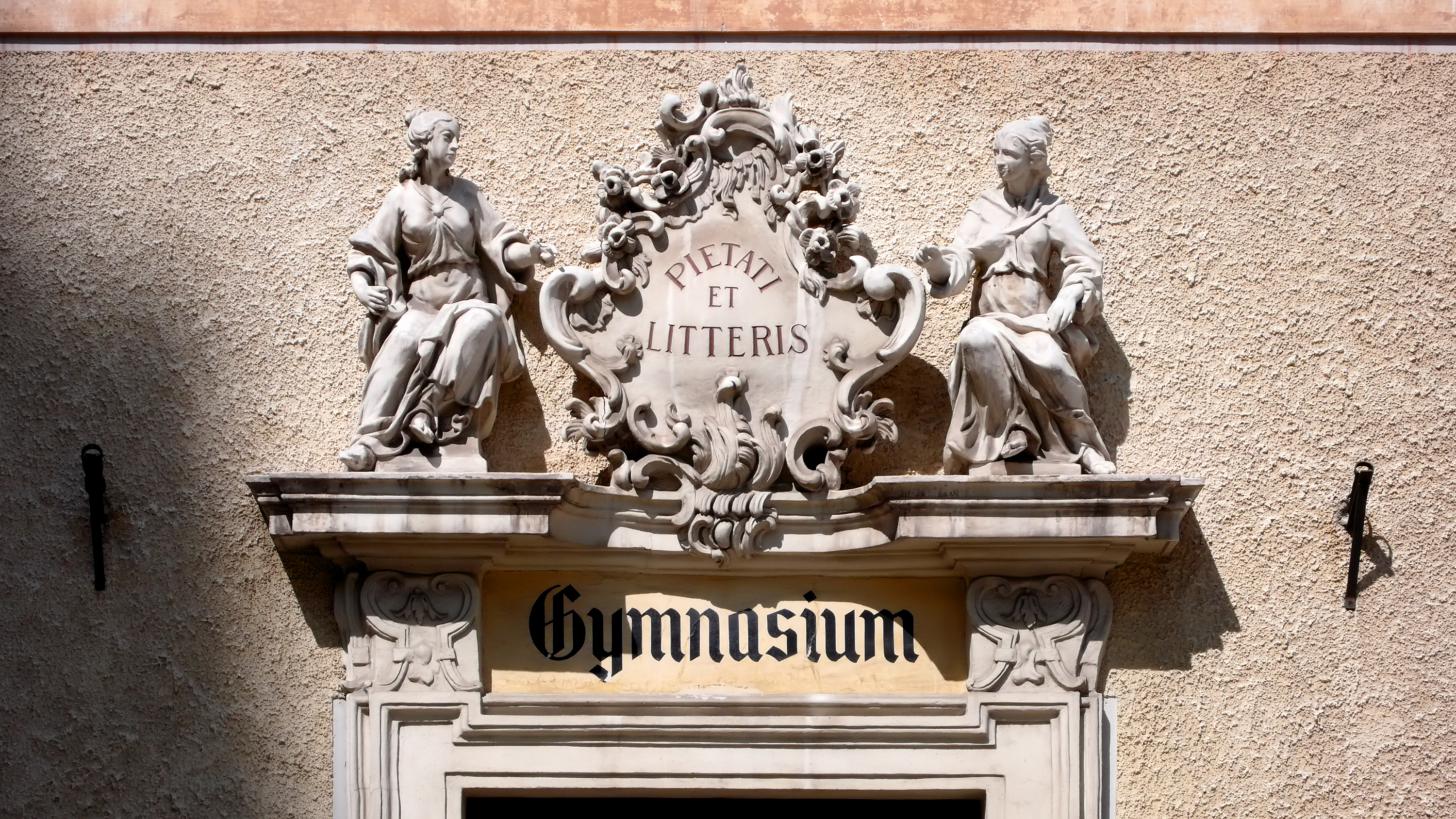
Motto über dem Eingang

Das Bundesgymnasium Wien 8 (auch: BG8 und Piaristengymnasium) ist ein öffentliches, staatliches Gymnasium im 8. Wiener Gemeindebezirk Josefstadt. Der Haupteingang liegt am Jodok-Fink-Platz, der von der Piaristenkirche (Pfarre Maria Treu) dominiert wird. Ein weiterer Eingang befindet sich auf der anderen Seite der Schule an der Lederergasse.

## Gebäude

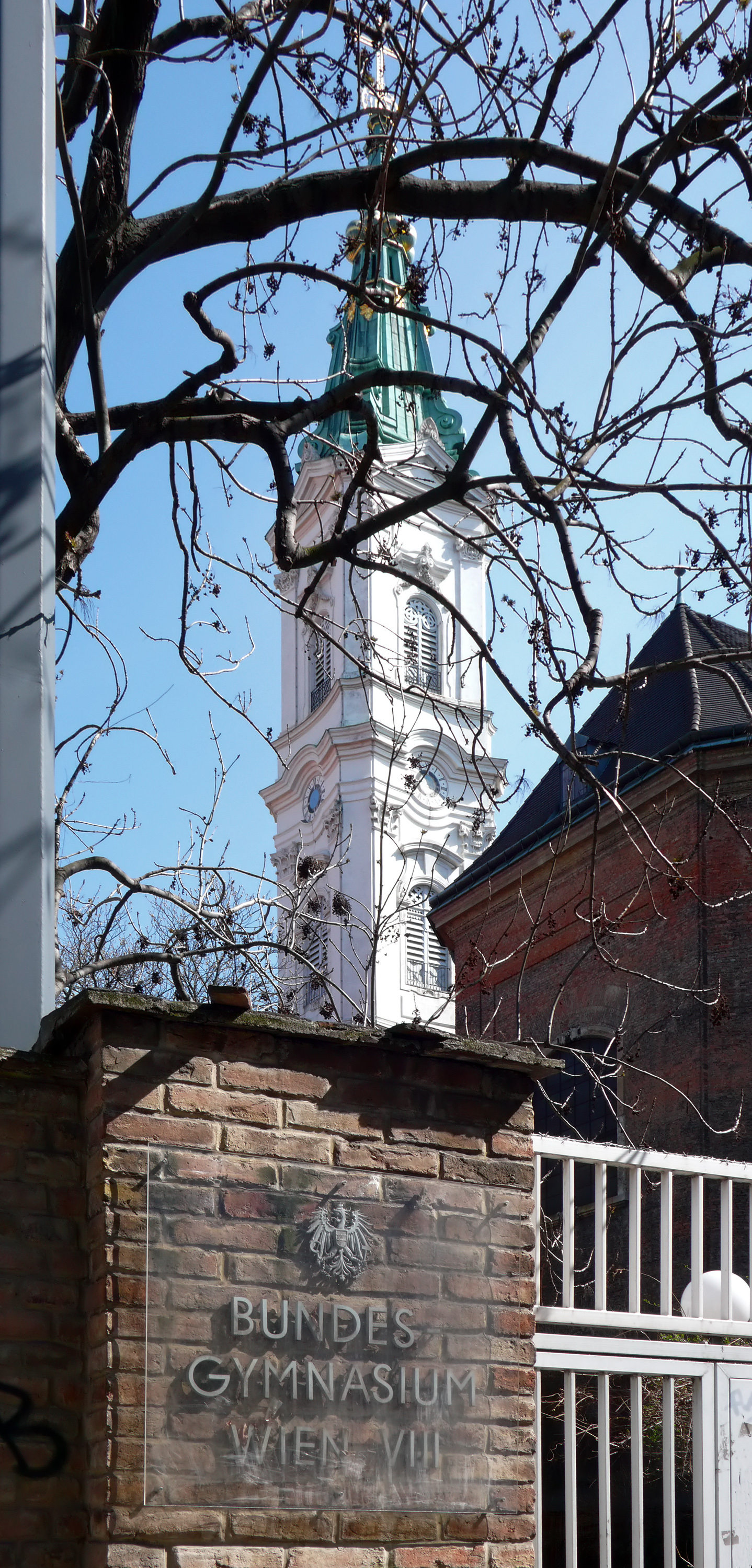
Eingang Lederergasse, im Hintergrund die Piaristenkirche

Die Schule ist im Gebäude des Piaristenordens angesiedelt. Die Räumlichkeiten sind bis heute nur angemietet und nicht staatliches Eigentum. Die Schule verfügt über einen eigenen Innenhof und den der Lederergasse zugewandten Ledererhof, auf dem ein Kinderspielplatz und ein Sporthartplatz zu finden sind.
Zudem verfügt die Schule über einen modernen und großen unterirdischen Turnsaal und eine prunkvolle alte Bibliothek. Das vor kurzem renovierte Gebäude bietet auch ein kleines Buffet, eine neue Bibliothek, zwei Informatiksäle und moderne Klassenzimmer mit Computern und Internetzugang. Die wissenschaftlichen und kreativen Gegenstände haben jeweils eigene Räume mit großzügig ausgestatteten Sammlungen.
Die ursprüngliche Adresse war an der Piaristengasse. 1929 wurde der Platz vor der Piaristenkirche in Jodok-Fink-Platz umbenannt.

## Geschichte
Die zweitälteste höhere Schule in Wien wurde durch ein Dekret Kaiser Leopolds I. 1697 gegründet und am 16. November 1701 eröffnet. Das Motto der Schule ist noch heute „Pietati et litteris“, im heutigen Deutsch: „für die Frömmigkeit und die Wissenschaft (gegründet)“ und ist über dem barocken Eingangsportal der Schule, eingerahmt von zwei Engeln, zu lesen.
Der Piaristenorden führte die Schule, die damals noch ausschließlich für Knaben zugänglich war, bis 1870. Dann wurde sie dem Staat übergeben, weil die Kosten für seine Erhaltung nicht mehr aufgebracht werden konnten. Die Zahl der Ordensleute als Lehrkräfte in der Schule wurde stets geringer und mittlerweile sind überhaupt keine Geistlichen mehr als Lehrer an dem Gymnasium beschäftigt.
Die 200-Jahr-Feier der Traditionsschule fand eine Würdigung in der Neuen Freien Presse vom 17. November 1901.
Durch einen Erlass des Reichsministeriums für Innere und kulturelle Angelegenheiten wurde nach dem Anschluss Österreichs an das Deutsche Reich 1938 die Schule nicht mehr als Gymnasium, sondern als „Oberschule für Jungen“ geführt. Wie in anderen Schulen auch wurde ein Nationalsozialist neuer Direktor und am 28. April 1938 mussten alle jüdischen Schüler die Schule verlassen. 1944 wurde die Schule geschlossen und die verbliebenen Schüler auf andere Standorte in Wien aufgeteilt.
1945 im Herbst unter dem alten Direktor Werner Tschulik mit fünf Klassen als Bundesgymnasium Wien VIII wiedereröffnet, wurde das Piaristengymnasium 1948 auch für Schülerinnen zugänglich gemacht.

## Schulprofil
Das Piaristengymnasium ist die älteste noch auf ihrem ursprünglichen Platz befindliche gymnasiale Schule in Wien, ein Gymnasium, das auf eine traditionsreiche Geschichte zurückblicken kann und daher besonders nicht nur auf den Erhalt und die Weitergabe von Wissen Wert legt, sondern auch auf entsprechende Einstellungen und Haltungen. Im Zentrum des Unterrichts stehen der einzelne Schüler und die Entwicklung seiner Persönlichkeit. Über die Schulung kognitiver Fähigkeiten und Fertigkeiten hinaus sollen auch die emotionalen und sozialen Aspekte des Lernens gefördert werden. Speziell interessierten und begabten Schülern wird die Möglichkeit geboten, ihre Interessen entsprechend zu vertiefen.

## Curriculum
Das BG8 hat einen neusprachlichen und einen humanistischen Zweig, bietet einige Fremdsprachen, wie Englisch, Französisch, sowie Latein, die nach den alten Lernformen vermittelt werden. Informatikunterricht für einige Stufen wird angeboten; es finden jedes Jahr außerdem diverse Bildungsaufenthalte und Sportwochen im Ausland und im Inland, z. B. in England, in Frankreich, in Salzburg, sowie in Niederösterreich statt.

## Bekannte Persönlichkeiten

### Bekannte ehemalige Schüler
| Sigismund Schultes              | (1801–1861) | Benediktiner sowie Abt des Wiener Schottenstiftes                                                                         |
| Berthold Sengschmitt            | (1801–1852) | römisch-katholischer Schriftsteller und Archivar                                                                          |
| Friedrich Wilhelm Arming        | (1805–1864) | Arzt und Schriftsteller, emigrierte in die USA                                                                            |
| Franz Seraphin Hölzl            | (1808–1884) | Komponist, Chorleiter und Kirchenmusiker                                                                                  |
| August Schmidt                  | (1808–1891) | Musikschriftsteller, Journalist, Vereinsorganisator sowie Musiker                                                         |
| Othmar Helferstorfer            | (1810–1880) | Benediktiner, Abt des Wiener Schottenstiftes sowie Landmarschall von Niederösterreich                                     |
| Franz von Schaub                | (1817–1871) | Astronom und Ozeanograph                                                                                                  |
| Alexander Julius Schindler      | (1818–1885) | Schriftsteller und Politiker                                                                                              |
| Hermann Rollett                 | (1819–1904) | Dichter des Vormärz, Museumsleiter, Lokalpolitiker, Kunstschriftsteller und Heimatforscher                                |
| Karl Grienberger                | (1824–1909) | römisch-katholischer Priester, Politiker und heimatkundlicher Autor                                                       |
| Karl Weiss                      | (1826–1895) | Leiter des Stadtarchivs der Stadt Wien                                                                                    |
| Ludwig Eckardt                  | (1827–1871) | Dichter und Schriftsteller                                                                                                |
| Friedrich Hassaurek             | (1831–1885) | Emigrant 1848, US-amerikanischer Journalist und Diplomat                                                                  |
| Leopold Schrötter von Kristelli | (1837–1908) | Mediziner |
| Franz Krückl                    | (1841–1899) | Opernsänger (Bariton), Theaterschauspieler, Komponist und Gesangspädagoge                                                 |
| Max von Weinzierl               | (1841–1898) | Chordirigent, Kapellmeister und Komponist                                                                                 |
| Camillo Sitte                   | (1843–1903) | Architekt, Stadtplaner, Städtebau- und Kulturtheoretiker sowie Maler                                                      |
| Rudolf Tyrolt                   | (1848–1929) | Schauspieler und Schriftsteller                                                                                           |
| Christoph Hartung von Hartungen | (1849–1917) | Mediziner |
| Eduard Pötzl                    | (1851–1914) | Journalist und Feuilletonist                                                                                              |
| Josef Maurer                    | (1853–1894) | Pfarrer, Heimatforscher                                                                                                   |
| Karl Luze                       | (1864–1949) | Chordirigent und Hofkapellmeister                                                                                         |
| Rudolf Pöch                     | (1870–1921) | Mediziner, Ethnograph, Anthropologe, Forschungsreisender und Pionier der Fotografie, Kinematographie und Tondokumentation |
| Victor Pietschmann              | (1881–1956) | Ichthyologe |
| Richard Gerstl                  | (1883–1908) | Porträt- und Landschaftsmaler                                                                                             |
| Albert Ehrenstein               | (1886–1950) | Autor des literarischen Expressionismus                                                                                   |
| Josef Luitpold Stern            | (1886–1966) | Dichter und Bildungsfunktionär der Arbeiterbewegung                                                                       |
| Wolfgang Kotz von Dobrz         | (1890–1957) | Rechtswissenschaftler und Archivar                                                                                        |
| Gerhart Feine                   | (1894–1959) | Diplomat |
| Martin Costa                    | (1895–1974) | Schauspieler und Schriftsteller                                                                                           |
| Géza Kövess                     | (1896–1977) | Offizier und Historiker                                                                                                   |
| Karl Ursin                      | (1901–1973) | Mediziner |
| George Weidenfeld               | (1919–2016) | Journalist, Verleger und Diplomat                                                                                         |
| Hubert Jurasek                  | (1920–2011) | Beamter, Jurist und Widerstandskämpfer gegen das NS-Regime                                                                |
| Rudolf Klein                    | (1920–2007) | NS-Opfer, Musikschriftsteller                                                                                             |
| Wolfgang Sitte                  | (1925–2006) | Geograph und Didaktiker                                                                                                   |
| Gerhard Zukriegel               | (1928–2015) | Jurist und Domorganist am Salzburger Dom                                                                                  |
| Lorenz Mikoletzky               | (* 1945)    | Archivar und Historiker                                                                                                   |
| Andreas Unterberger             | (* 1949)    | Journalist und Blogger |
| Peter Pelinka                   | (* 1951)    | Journalist, Autor, Moderator, ehemaliger Chefredakteur von News und Format                                                |
| Josef Cap                       | (* 1952)    | Politiker |
| Johannes Rosenberger            | (* 1965)    | Filmproduzent |
| Andrea Heistinger               | (* 1974)    | Gartenbuchautorin und Agrarexpertin                                                                                       |
| Andreas Ottenschläger           | (* 1975)    | Politiker |
| Oliver Polzer                   | (* 1972)    | Sportmoderator- und Kommentator                                                                                           |
| Thomas Panke                    | (* 1980)    | Webvideoproduzent und Einzelhändler                                                                                       |

### Bekannte Lehrer
| Adrian Rauch | (1731–1802) | Piarist und Historiker, war Lehrer und Rektor der Einrichtung |
| Emil Vetter  | (1878–1963) | Sprachwissenschaftler, Rektor                                 |